# Citroën C44
La Citroën C44 est un véhicule tout-terrain proposé par Citroën à l'armée française en 1981. Elle est basée sur la Volkswagen Iltis et équipée d'un moteur de CX-Athéna. Renault propose, sous le nom de Saviem TRM 500 une Fiat Nuova Campagnola motorisée par un moteur de R20.
C'est la Peugeot P4 (basée sur la Classe G de Mercedes) qui a été préférée.
Par conséquent, la production ne fut jamais lancée. Cependant, une C44 a participé au rallye Paris-Dakar en 1981 et 1984.